# 小行星4669
小行星4669（4669 Hoder）是一颗围绕太阳公转的小行星。1987年10月27日，波爾·延森在霍尔拜克发现了此天体。
該小行星以北歐神話的黑暗之神霍德爾命名。
这颗小行星的绝对星等为261.8414523674861等。